# Michael Agazzi
Michael Agazzi (Ponte San Pietro, 3 juli 1984) is een voormalig Italiaans voetballer die als doelman speelt. Hij verruilde in 2014 Chievo Verona voor AC Milan.

## Clubcarrière
Op 9 juli 2009 kocht Cagliari Calcio Agazzi over van US Triestina, toen actief in de Serie B. Cagliari liet de doelman nog één seizoen voor US Triestina spelen alvorens hem bij de selectie te halen. Hij nam tijdens het seizoen 2010/11 de plek onder de lat bij Cagliari over van Federico Marchetti, die weigerde bij te tekenen en prompt naast het elftal werd gezet. In 2014 tekende hij bij AC Milan. Hier kwam hij in zijn eerste seizoen niet aan spelen toe. De club verhuurde hem in augustus 2015 voor een jaar aan Middlesbrough.